# 貝塞爾鎮區 (費耶特縣)
贝塞尔鎮區（Bethel Township），美国艾奥瓦州费耶特县的一个鎮區，总面积93.54平方公里，总人口297（2010年美国人口普查）。